# Roșia de Amaradia
Roşia de Amaradia é uma comuna romena localizada no distrito de Gorj, na região de Oltênia. A comuna possui uma área de 41.90 km² e sua população era de 3436 habitantes segundo o censo de 2007.